# Lijst van voetbalinterlands Botswana - Zimbabwe
Deze lijst van voetbalinterlands is een overzicht van alle officiële voetbalwedstrijden tussen de nationale teams van Botswana en Zimbabwe. De landen hebben tot op heden negentien keer tegen elkaar gespeeld. De eerste ontmoeting, een vriendschappelijke wedstrijd, vond plaats op 30 september 1981 in Gaborone. Het laatste duel, eveneens een vriendschappelijke wedstrijd, werd gespeeld in de Botswaanse hoofdstad op 30 september 2023.

## Wedstrijden
| №  | Plaats        | Datum             | Competitie                   | Wedstrijd           | Uitslag |
| -- | ------------- | ----------------- | ---------------------------- | ------------------- | ------- |
| 1  | Gaborone      | 30 september 1981 | Vriendschappelijk            | Botswana − Zimbabwe | 0 − 1   |
| 2  | Gaborone      | 26 augustus 1990  | Vriendschappelijk            | Botswana − Zimbabwe | 0 − 7   |
| 3  | Selebi-Phikwe | 13 december 2003  | Vriendschappelijk            | Botswana − Zimbabwe | 0 − 2   |
| 4  | Bulawayo      | 18 augustus 2004  | Vriendschappelijk            | Zimbabwe − Botswana | 2 − 0   |
| 5  | Harare        | 16 maart 2005     | Vriendschappelijk            | Zimbabwe − Botswana | 1 − 1   |
| 6  | Windhoek      | 17 april 2005     | COSAFA Cup 2005              | Botswana − Zimbabwe | 0 − 2   |
| 7  | Gaborone      | 26 maart 2008     | Vriendschappelijk            | Botswana − Zimbabwe | 0 − 1   |
| 8  | Harare        | 20 augustus 2008  | Vriendschappelijk            | Zimbabwe − Botswana | 1 − 0   |
| 9  | Bulawayo      | 26 oktober 2009   | COSAFA Cup 2009              | Zimbabwe − Botswana | 1 − 0   |
| 10 | Selebi-Phikwe | 4 augustus 2010   | Vriendschappelijk            | Botswana − Zimbabwe | 2 − 0   |
| 11 | Gaborone      | 7 januari 2012    | Vriendschappelijk            | Botswana − Zimbabwe | 0 − 0   |
| 12 | Molepolole    | 16 juli 2012      | Vriendschappelijk            | Botswana − Zimbabwe | 1 − 0   |
| 13 | Harare        | 6 februari 2013   | Vriendschappelijk            | Zimbabwe − Botswana | 2 − 1   |
| 14 | Gaborone      | 30 september 2014 | Vriendschappelijk            | Botswana − Zimbabwe | 1 − 0   |
| 15 | Harare        | 18 april 2018     | Vriendschappelijk            | Zimbabwe − Botswana | 0 − 1   |
| 16 | Pietersburg   | 3 juni 2018       | COSAFA Cup 2018              | Zimbabwe − Botswana | 1 − 1   |
| 17 | Harare        | 15 november 2019  | Afrika Cup 2021 kwalificatie | Zimbabwe − Botswana | 0 − 0   |
| 18 | Francistown   | 25 maart 2021     | Afrika Cup 2021 kwalificatie | Botswana − Zimbabwe | 0 − 1   |
| 19 | Gaborone      | 30 september 2023 | Vriendschappelijk            | Botswana − Zimbabwe | 1 − 1   |

## Samenvatting
| Competitie              | Totaal gespeeld | Winst Botswana | Gelijk | Winst Zimbabwe | Doelsaldo Botswana – Zimbabwe |
| ----------------------- | --------------- | -------------- | ------ | -------------- | ----------------------------- |
| Afrika Cup-kwalificatie | 2               | 0              | 1      | 1              | 0 − 1                         |
| COSAFA Cup              | 3               | 0              | 1      | 2              | 1 − 4                         |
| Vriendschappelijk       | 14              | 4              | 3      | 7              | 8 − 18                        |
| Totaal                  | 19              | 4              | 5      | 10             | 9 − 23                        |

Wedstrijden bepaald door strafschoppen worden, in lijn met de FIFA, als een gelijkspel gerekend.

## Details

### Achtste ontmoeting
| Vriendschappelijk (Harare, Zimbabwe, 20 augustus 2008): |       |          |
| Zimbabwe                                                | 1 – 0 | Botswana |
| Edward Sadomba 30'                                      | goals |          |